# Un camion en réparation
Pour plus de détails, voir Fiche technique et Distribution.
Un camion en réparation est un moyen métrage français réalisé en 2004 et sorti en 2006 par Arnaud Simon. Ce film est qualifié de « naturaliste » par la critique.

## Synopsis
Eugène est un jeune homme de vingt ans mal dans sa peau. Séjournant l'été en Anjou, il rencontre Pierre un peu plus âgé que lui et qui s'occupe l'été de l'entretien de la maison et du jardin de Mathilde. Eugène décide de s'en faire aimer.

## Fiche technique
- Titre : Un camion en réparation
- Réalisation : Arnaud Simon
- Scénario : Arnaud Simon
- Musique : Evgueni Galperine
- Photographie : Pascal Poucet
- Montage : Martial Salomon
- Production : Laetitia Imbert, Frédéric Jouve et Frédéric Niedermayer
- Société de production : Moby Dick Films et Arcadi
- Société de distribution : Shellac Distribution (France)
- Pays :  France
- Genre : Drame
- Durée : 43 minutes
- Dates de sortie : 
  - France : 27 novembre 2004 (Festival du film de Belfort - Entrevues), 19 avril 2006

## Distribution
- Pierre Moure : Eugène
- Antoine Régent : Pierre
- Édith Scob : Mathilde
- Aline Le Berre : Gabrielle
- Nicole Colchat : Bernadette
- Évelyne Didi : La mère d'Eugène

## Festival
Un camion en réparation a entre autres remporté le Grand Prix du court métrage au Festival Entrevues de Belfort en 2005, ainsi qu'un Prix spécial du jury, une mention de la presse et le Prix Émergence au Festival Côté court de Pantin en 2005,. 

## Autour du film
Un camion en réparation sort en salle dans le cadre de la collection Décadrage (structure dédiée aux moyens métrages). Il sort le 19 avril 2006 accompagné d'un autre moyen métrage, Étoile violette, d'Axelle Ropert.
Le film dure 43 minutes.